# 園芸学部
園芸学部（えんげいがくぶ）は大学の学部の1つ。園芸学の教育、研究がなされる。
2021年現在では国立大学法人の千葉大学に設置されている（詳細は千葉大学園芸学部・大学院園芸学研究科を参照）のみで、公立大学、公立大学法人立の大学、私立大学に設置している大学は存在しない（かつては、私立大学である南九州大学にも設置されていた。詳細は同大学の項、公式ページを参照のこと）。千葉大学園芸学部は園芸学のほか造園学に強みを持ち、一般に農学部に内包される畜産、水産、林業などに関する専攻を設置していない。
また、大学院レベルに視野を広げて学問的に類似する分野のものを見てみると、公立大学法人立大学である兵庫県立大学の大学院緑環境景観マネジメント研究科が該当する。